# La Punta, Argentina
La Punta är ett samhälle i Argentina.   Det ligger i provinsen San Luis, i den centrala delen av landet, 800 km väster om huvudstaden Buenos Aires. La Punta ligger 700 meter över havet och antalet invånare är 15 000.
Terrängen runt La Punta är varierad. Runt La Punta är det glesbefolkat, med 15 invånare per kvadratkilometer.. Närmaste större samhälle är San Luis, 12,5 km söder om La Punta. 
Omgivningarna runt La Punta är i huvudsak ett öppet busklandskap.